# オニシオガマ
オニシオガマ（鬼塩釜、Pedicularis nipponica ）はシオガマギク属の多年草である。

## 特徴
茎は直立して高さは40-100cmほどになり、茎や葉には白色の軟毛がやや密にはえる。葉は対生し、4-6枚の大型の根生葉は長卵形で羽状に全裂し、裂片は深く裂け、両面に白毛がつく。茎につく葉は小形で羽裂せず、上部のものは苞になる。

花期は8-9月で、淡紅紫色の唇形の花が下段から上段に咲いていく。上唇は舟を伏せたような形で、中に雄蕊が4本。下唇は3裂して広がる。

## 分布と生育環境
石川県から青森県にかけた本州の日本海側に分布し、深山の湿った谷間などに自生する。